# Barrage d'Almatti
Le barrage d'Almatti est un barrage dans le Karnataka en Inde sur la Krishna, mis en service au mois de juillet 2005. La puissance électrique installée est de 560 GWh.
C'est le principal réservoir d'eau douce du programme d'irrigation de la Haute-vallée du Krishna ; son usine hydroélectrique de 290 MW, équipée de turbines Kaplan, occupe la rive droite. Elle alimente cinq générateurs électriques de 55 MW et un générateur auxiliaire de 15 MW. Après turbinage, l'eau relâchée est transférée vers le réservoir de Narayanpur pour irriguer les champs.
Dans les premières étapes du projet, le coût de construction avait été estimé à 1 470 milliards de roupies, mais après concession à Karnataka Power Corporation Limited (KPCL), ces coûts ont été revus à la baisse et KPCL a même réussi à achever les travaux moyennant 520 milliards de roupies, en moins de 40 mois.
Le barrage se trouve aux confins de Vijayapura (dont il  dépend administrativement) et du district de Bagalkote, mais d'importantes emprises ont été noyées dans ce dernier district à la mise en eau. Le lac de retenue est d'une capacité de 3 450 millions de m3 à la cote de 519 m au-dessus du niveau de la mer,. Les laisses abritent plusieurs espèces de migrateurs en été

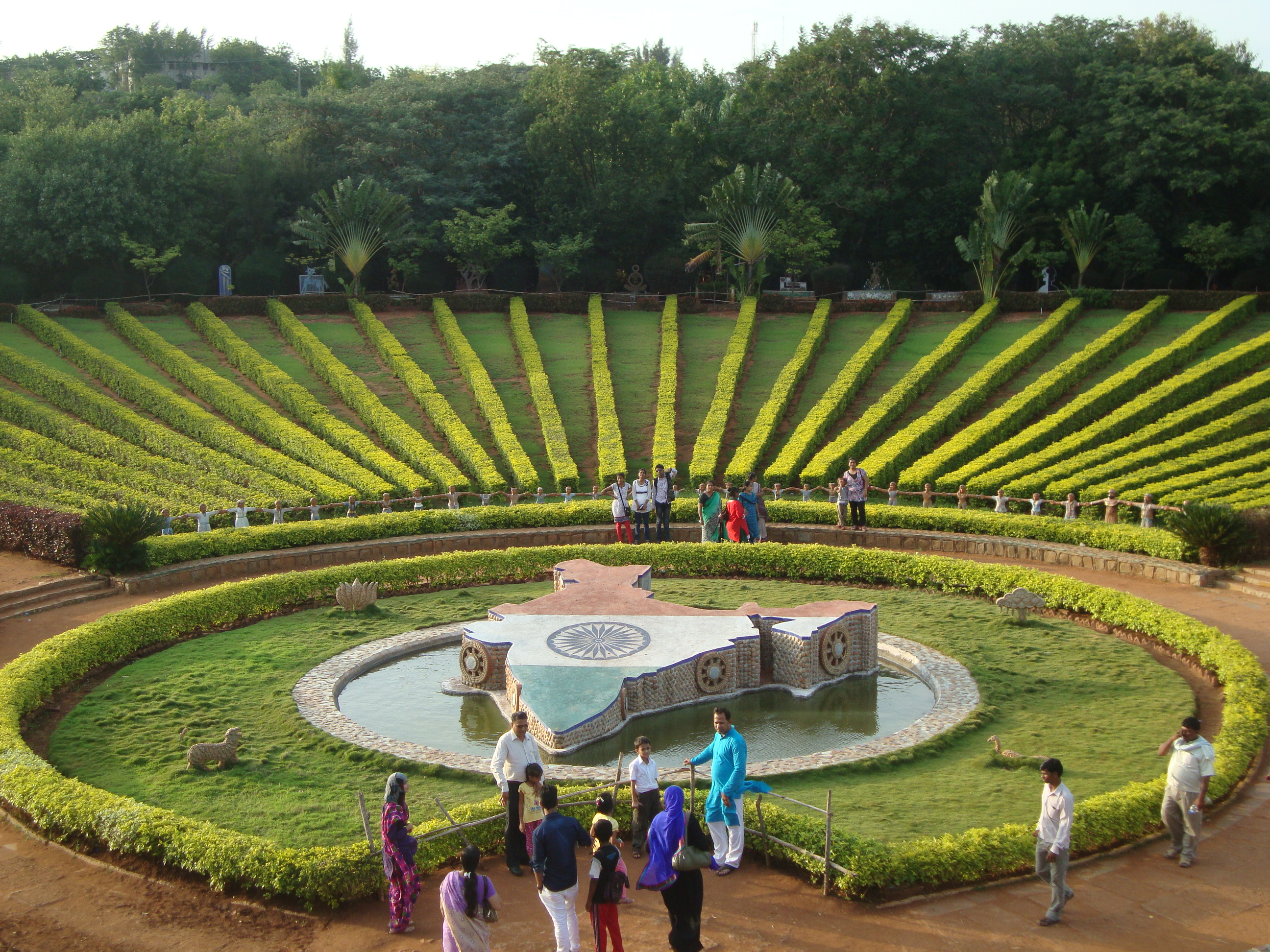
Barrage de Lal Bahaddur Shastri, à Alamatti.